# Putéal de la Moncloa
Le Putéal de la Moncloa, également connu sous le nom de Putéal de Madrid (du latin puteus, puits), est une margelle de puits réalisée dans la Rome antique, au Ier siècle. Il est aujourd'hui exposé au Musée archéologique national de Madrid et porte le numéro d'inventaire 2 691.

## Histoire
La première référence documentaire au Putéal de la Moncloa remonte à 1654 : il appartenait alors à la reine Christine de Suède. Au décès de celle-ci, l'œuvre passe à son secrétaire, Decio Azzolino, puis au neveu de celui-ci, Pompeo Azzolino, avant d'être transmise à Livio Odescalchi puis au prince Alessandro Erba, dont la collection de sculptures est finalement rachetée par le roi Philippe V d'Espagne. 
En Espagne, le Putéal est d'abord exposé au palais royal de la Granja de San Ildefonso mais l'œuvre est ensuite transférée au palais royal d'Aranjuez durant le règne de Charles III. Vers 1816, la margelle est finalement installée à Madrid, au palais de La Moncloa, qui devient le siège du Ministère de l'Équipement après la Révolution de 1868. Juan de Dios de la Rada, conservateur du Musée archéologique national de Madrid, le découvre par hasard, à demi-enterré dans les jardins du palais, où il servait probablement de pot de fleur. Après cette découverte, le Putéal est transféré au Musée archéologique, où il est encore conservé aujourd'hui.

## Description
Le Putéal de la Moncloa est surtout connu par la relation qu'ont établie certains chercheurs entre les sculptures qu'il présente et celles du Parthénon. Sa décoration a en effet été utilisée jusqu'à récemment pour reconstituer le groupe central perdu du fronton oriental de cet édifice. Cependant, des études récentes ont mis en avant d'importantes différences entre les deux œuvres, aussi bien sur le plan du style que de l'iconographie. Par ailleurs, la qualité des ornements du Putéal est très éloignée des sculptures attribuées à Phidias. L'œuvre est en effet issue d'un atelier néo-attique de seconde catégorie.
Réalisé en marbre, le Putéal de la Moncloa se compose de bas-reliefs qui racontent deux mythes grecs : la naissance d'Athènes sur l'Olympe et celle des Moires (ou Parques), divinités chargées de mesurer la vie des hommes et de trancher leur destin. Athéna y est représentée vêtue d'une tunique et d'un casque attique et tenant un bouclier dans sa main gauche. La déesse tourne la tête en direction de son père, Zeus, qui apparaît assis sur un trône avec un double faisceau d'éclairs dans la main. Entre le père et la fille, flotte Niké, allégorie de la victoire, qui s'apprête à couronner Athéna avec du laurier. À la droite de Zeus, se trouve le dieu Héphaïstos, portant une hache double dans la main. Puis viennent les Moires : Clotho, assise avec sa quenouille, symbolise le présent ; Lachésis, au centre, représente le futur ; Atropos, également assise, tient dans sa main le fuseau qui représente le passé.

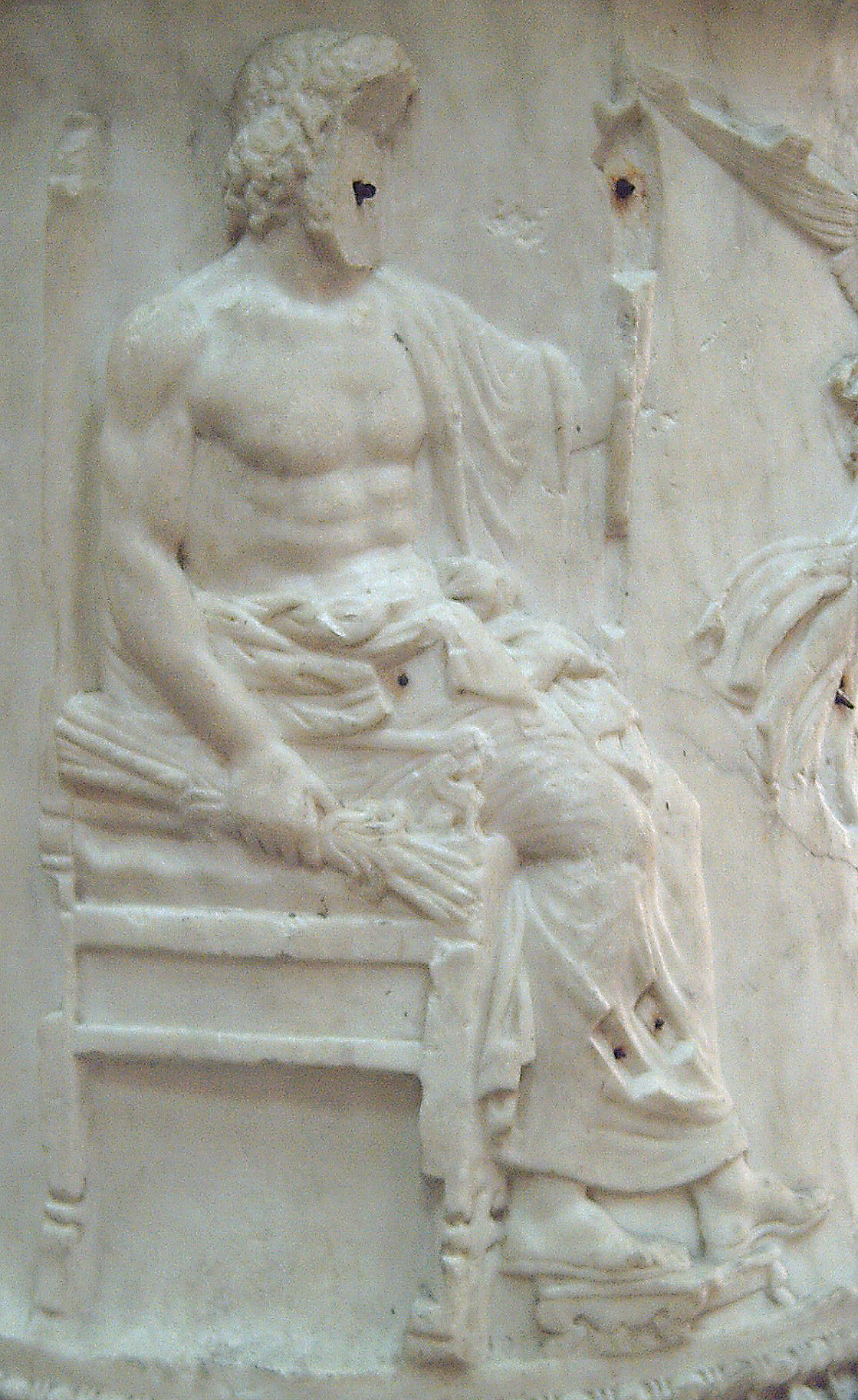
Représentation de Zeus.
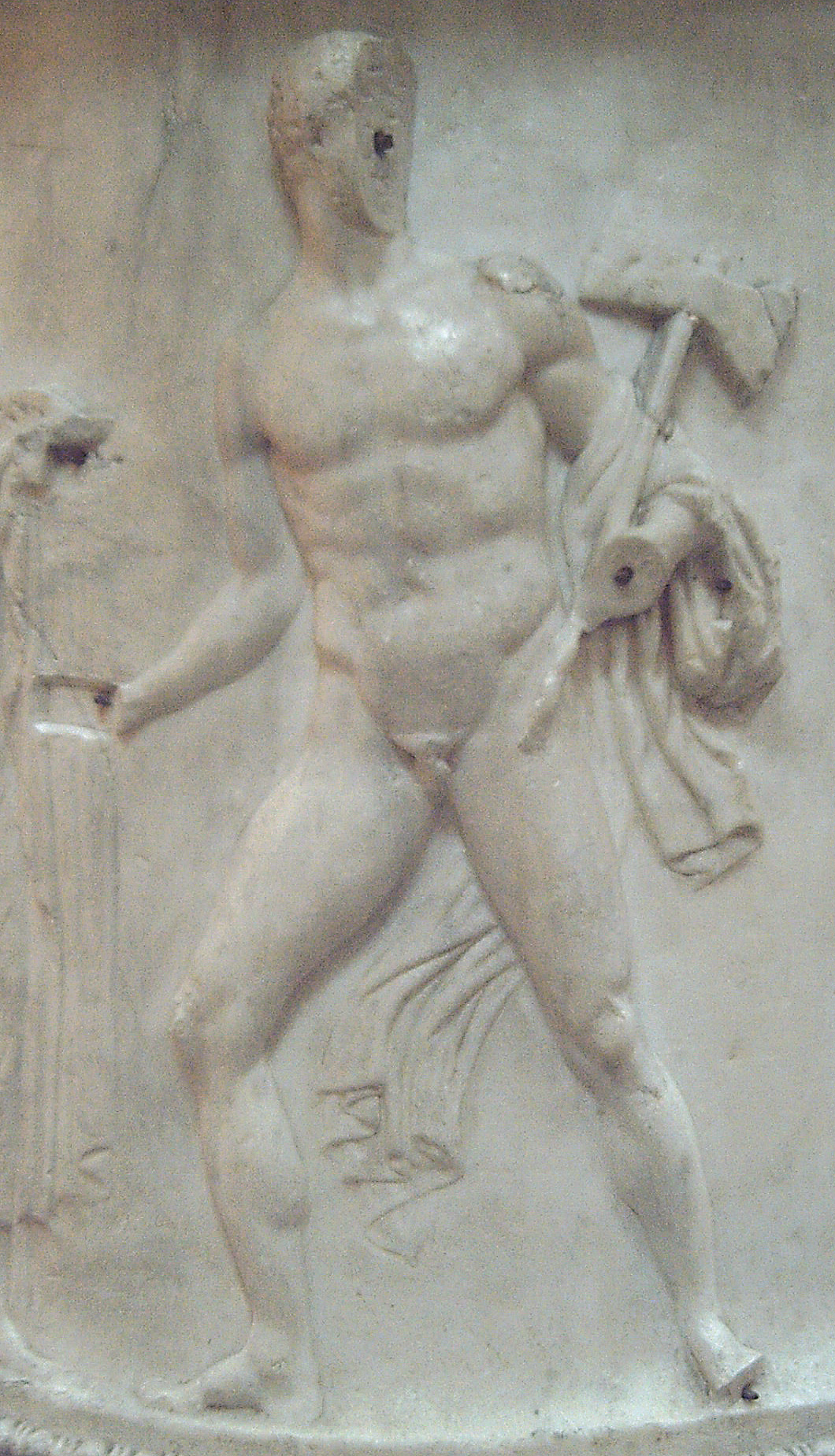
Représentation d'Héphaïstos.
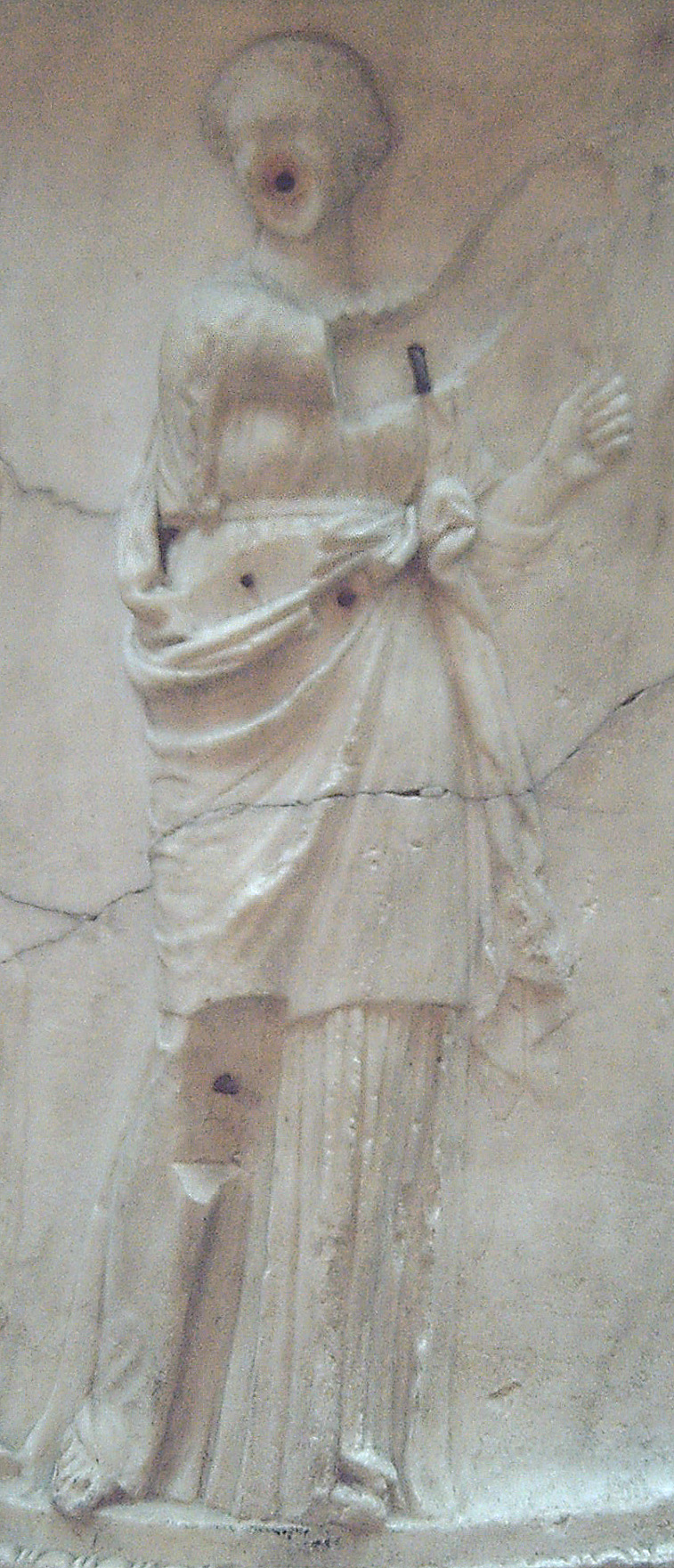
Représentation de Lachésis.